# Hariamanto Kartono
Hariamanto Kartono (* 8. August 1954 in Tegal, oft einfach nur Kartono genannt) ist ein ehemaliger Badmintonspieler aus Indonesien vom PB Djarum.

## Karriere
Kartono begann seine Erfolgsgeschichte bei den Asienspielen 1978, wo er Silber mit Theresia Widiastuti im Mixed gewann. Drei Jahre später siegte er bei den prestigeträchtigen All England mit Rudy Heryanto. 1984 wiederholten sie diesen Triumph. Zuvor hatten beide bereits Silber bei der WM 1980 gewonnen.

## Erfolge
| Saison | Veranstaltung     | Disziplin    | Platz | Name                                     |
| ------ | ----------------- | ------------ | ----- | ---------------------------------------- |
| 1978   | Asienspiele       | Mixed        | 2     | Hariamanto Kartono / Theresia Widiastuti |
| 1980   | Weltmeisterschaft | Herrendoppel | 2     | Hariamanto Kartono / Rudy Heryanto       |
| 1981   | All England       | Herrendoppel | 1     | Rudy Heryanto / Hariamanto Kartono       |
| 1982   | Japan Open        | Herrendoppel | 1     | Hariamanto Kartono / Rudy Heryanto       |
| 1982   | Indonesia Open    | Herrendoppel | 1     | Rudy Heryanto / Hariamanto Kartono       |
| 1983   | Indonesia Open    | Herrendoppel | 1     | Rudy Heryanto / Hariamanto Kartono       |
| 1984   | Indonesia Open    | Herrendoppel | 1     | Rudy Heryanto / Hariamanto Kartono       |
| 1984   | All England       | Herrendoppel | 1     | Rudy Heryanto / Hariamanto Kartono       |
| 1985   | Indonesia Open    | Herrendoppel | 1     | Liem Swie King / Hariamanto Kartono      |
| 1986   | Indonesia Open    | Herrendoppel | 1     | Liem Swie King / Hariamanto Kartono      |

## Referenzen
Pat Davis: "A Star from the East", World Badminton, Juni 1981, 8.
| Personendaten    | Personendaten                  |
| ---------------- | ------------------------------ |
| NAME             | Kartono, Hariamanto            |
| ALTERNATIVNAMEN  | Kartono                        |
| KURZBESCHREIBUNG | indonesischer Badmintonspieler |
| GEBURTSDATUM     | 8. August 1954                 |
| GEBURTSORT       | Tegal                          |